# Шмельов Ілля Васильович
Ілля Васильович Шмельов (1917, Москва — 1979, Москва) — Герой Радянського Союзу, учасник Великої Вітчизняної війни, льотчик-ас, льотчик-винищувач, полковник.

## Біографія
Народився 2 серпня 1917 року в Москві, в сім'ї робітника. В 1934 закінчив 7 класів середньої школи. Жив у Москві у Товариському провулку в будинку 22/24. Працював шкільним інструктором з авіамоделізму, а пізніше — районним інструктором з авіамоделізму. Одночасно навчався в аероклубі, який закінчив у 1938 році. У цьому ж році вступає до лав Червоної Армії. Закінчив Борисоглібську військову авіаційну школу імені В. П. Чкалова у 1940 році. Служив у Західному особливому військовому окрузі.
З червня 1941 молодший лейтенант І. В. Шмельов в діючої армії. Восени 1941 року почав літати командиром розвідувальної ланки 282-го ІАП, отримавши звання лейтенанта. По червень 1942 служив у складі 282-го ІАП; по листопад 1942 року — у 633-му САП, де пересів із застарілих І-153 та І-16 на сучасний винищувач Як-1 і став заступником командира ескадрильї. З квітня 1943 по травень 1945 — в 4-му ІАП, де літав вже на Як-9Т. Особливо відзначився влітку 1943 року у боях на Кубані. Потім брав участь у боях на Курській дузі. Бився на Південно-Західному, Сталінградському, Південному, Північно-Кавказькому, Брянському та 2-му Прибалтійському фронтах.
До кінця травня 1943 командир ескадрильї 4-го винищувального авіаційного полку (287-а винищувальна авіаційна дивізія, 4-а повітряна армія, Північно-Кавказький фронт) майор І. В. Шмельов здійснив 198 бойових вильотів. У 35 повітряних боях особисто збив 14 та у складі групи 10 літаків противника.
24 серпня 1943 року за мужність і військову звитягу, виявлені у боях з ворогами, удостоєний звання Героя Радянського Союзу.
У полку Шмельова звали Батей. Це ім'я йому дали молоді льотчики, які знайшли у Шмельові уважного, чуйного, терплячого старшого товариша.
Усього І. В. Шмельов здійснив 528 бойових вильотів. У 76 повітряних боях збив 27 літаків особисто і 10 — у групі.
Брав участь у першому параді Перемоги 24 червня 1945 — пройшов по Червоній площі в першій шерензі Ленінградського фронту.
Нагороджений орденом Леніна, п'ятьма орденами Червоного Прапора, орденами Олександра Невського, Вітчизняної війни 1-го ступеня, двома орденами Червоної Зірки, медалями.
Серед збитих ним німецьких льотчиків були й дуже досвідчені — такі, як учасник війни в Іспанії обер-лейтенант Пауль Фріче, який летів на своєму Хейнкелі-111 бомбити Курськ. Ілля Шмельов змусив його підірватись на власних бомбах, так і не досягнувши мети.
У травні 1943 року, над Геленджиком, після полювання протягом кількох днів, збив літак з кодовою назвою «смугастий диявол»: радянський винищувач Як-1 з нанесеними на площинах чорно-білими смугами. Цей літак, який пілотував німецький льотчик, вів повітряну розвідку над ближніми тилами радянських військ і не вступаючи в сутички з нашими льотчиками, спритно уникав атак. Після цього за Шмельовим стали полювати цілеспрямовано, т.з. «Бубновий туз» — цей епізод чудово описаний у книзі «Політ триває».
Після війни залишився служити у ВПС. Закінчив Вищі льотно-тактичні курси командирів частин 1947 року. Командував 163 ним винищувальним авіаційним полком, дисланцірованим на аеродромі міста Бобруйск, (БВО) з 1955 по 1957 р.
15 березня 1957 року під час здійснення тренувального нічного польоту на реактивному винищувачі у І. В. Шмельова стався інсульт. Незважаючи на те, що йому практично відмовило зір, він посадив літак благополучно. А після нього чекали довгі місяці реабілітації (в результаті інсульту у нього було паралізовано ліву руку й ногу). Він відновився, проте з того часу ходив, підтягуючи ліву ногу. З небом довелося розлучитися. З 1957 полковник І. В. Шмельов — в запасі. Жив у Москві. До кінця життя працював на ВДНГ, у павільйоні «Юні натуралісти та техніки». Помер 25 грудня 1979 (інфаркт), похований на Преображенському цвинтарі міста Москви.